# Johannes Firn
Johannes Firn (ur. 9 maja 1990 r. w Ilmenau) – niemiecki narciarz klasyczny specjalizujący się w kombinacji norweskiej, złoty medalista mistrzostw świata juniorów.

## Kariera
Po raz pierwszy na arenie międzynarodowej Johannes Firn pojawił się 20 lutego 2005 roku, kiedy wystartował w zawodach FIS Race w Schmiedefeld. Zajął wtedy 50. miejsce w sprincie. W lutym 2009 roku wystartował na Mistrzostwach Świata Juniorów w Štrbskim Plesie, gdzie zajął czternaste miejsce w zawodach metodą Gundersena. Największy sukces w tej kategorii wiekowej osiągnął podczas Mistrzostw Świata Juniorów w Hinterzarten w 2010 roku, gdzie wspólnie z kolegami z reprezentacji zdobył złoty medal w zawodach drużynowych.
W Pucharze Kontynentalnym zadebiutował 8 stycznia 2007 roku w Klingenthal, gdzie zajął 36. miejsce w sprincie. Pierwsze punkty zdobył jednak dopiero 25 stycznia 2009 roku w Kranju, zajmując ósme miejsce w Gundersenie. Najlepszym wynikiem Firna w Pucharze Kontynentalnym jest piąte miejsce w Gundersenie wywalczone 8 stycznia 2012 roku w Erzurum. Jak dotąd nie startował w zawodach Pucharu Świata.

## Osiągnięcia

### Mistrzostwa świata juniorów
| Miejsce | Dzień       | Rok  | Miejscowość   | Konkurencja           | Wynik zwycięzcy | Strata  | Zwycięzca            |
| ------- | ----------- | ---- | ------------- | --------------------- | --------------- | ------- | -------------------- |
| 14.     | 5 lutego    | 2009 | Štrbské Pleso | Sprint HS100/5 km     | 13:26.0 min     | +59.6 s | Alessandro Pittin    |
| 1.      | 29 stycznia | 2010 | Hinterzarten  | Sztafeta HS106/4x5 km | 53:00.1 min     | -       | -                    |
| 6.      | 31 stycznia | 2010 | Hinterzarten  | Gundersen HS106/10 km | 29:43.5 min     | +48.3 s | Ole Christian Wendel |

### Puchar Kontynentalny

#### Miejsca w klasyfikacji generalnej
- sezon 2008/2009: 78.
- sezon 2009/2010: 54.
- sezon 2010/2011: 76.
- sezon 2011/2012: 36.
- sezon 2012/2013: 5.
- sezon 2013/2014: 25.

#### Miejsca na podium chronologicznie
| Nr | Data           | Miejscowość | Konkurencja           | Wynik zwycięzcy | Pozycja | Strata | Zwycięzca           |
| -- | -------------- | ----------- | --------------------- | --------------- | ------- | ------ | ------------------- |
| 1. | 16 lutego 2013 | Planica     | Gundersen HS109/10 km | 26:13.1 min     | 3.      | 18.0 s | Ole Martin Storlien |

### Letnie Grand Prix

#### Miejsca w klasyfikacji generalnej
- 2010: 34.

#### Miejsca na podium chronologicznie
Jak dotąd Firn nie stał na podium indywidualnych zawodów LGP.